# Décembre 1925

## Événements
- Mali : réalisation à Sotuba des premiers travaux d’un gigantesque ensemble agricole (1925-1929).
- Soulèvement communiste infructueux aux Indes orientales néerlandaises (fin en 1926).
- Le prince héritier de Roumanie, le futur Carol II, contraint par son père de renoncer à ses droits dynastiques, préfère s'exiler.

- 2 décembre :  création de l’IG Farben sous l’impulsion de Carl Bosch qui réunit les six groupes de l’industrie chimique allemand (Badische Anilin, Bayer, Hoechst, etc.).

- 3 décembre (Espagne) : la junte militaire est remplacée par un directoire civil (le royaliste José Calvo Sotelo aux finances).

- 11 décembre : les attaques des nationalistes forcent le président du Portugal Manuel Teixeira Gomes à démissionner. Bernardino Machado le remplace comme président de la république (fin en 1926). La situation économique, financière et monétaire commence à s’améliorer. Le gouvernement envisage un plan social, mais l’augmentation des impôts nécessaire à le financer provoque la désertion de la classe moyenne.

- 12 décembre : début du règne de Reza Pahlavi, chah d’Iran.

- 18 décembre (URSS) : adoption, lors du XIVe congrès du PCUS, de la thèse du socialisme dans un seul pays.

## Naissances
- 1er décembre : René Caron, acteur québécois († 16 juillet 2016).
- 2 décembre :
  - Philippe Béguerie, prêtre catholique français († 3 mai 2017).
  - Julie Harris, actrice américaine († 24 août 2013).
- 4 décembre :
  - Hannes Thanheiser, acteur autrichien († 17 juin 2014).
  - Andrés Trobat, coureur cycliste espagnol († 30 mars 2011).
- 5 décembre : Dave Broadfoot, acteur († 1er novembre 2016).
- 8 décembre : Arnaldo Forlani, politicien italien  († 6 juillet 2023).
- 9 décembre : 
  - Bep Guidolin, joueur et entraîneur de hockey († 24 novembre 2008).
  - Seiken Shukumine, fondateur du Gensei-Ryu († 26 novembre 2001).
- 12 décembre : Catherine Clark Kroeger, théologienne américaine († 14 février 2011)
- 13 décembre : Dick Van Dyke, acteur, producteur, scénariste et réalisateur américain.
- 17 décembre : Alphonse Boudard, écrivain français († 14 janvier 2000).
- 18 décembre : John Szarkowski, conservateur pour la photographie du Museum of Modern Art de New York et photographe († 7 juillet 2007).
- 23 décembre :
  - Pierre Bérégovoy, ancien premier ministre français († 1er mai 1993).
  - Albert Jacquard, généticien français († 11 septembre 2013).
  - Mohamed Mzali, homme politique tunisien († 23 juin 2010).
- 25 décembre : 
  - Carlos Castaneda, anthropologue américain († 27 avril 1998).
  - Robert Layton, ingénieur et homme politique fédéral provenant du Québec († 6 mai 2002).
  - Linda Matar, militante libanaise des droits des femmes († 2 février 2023).
- 27 décembre : Michel Piccoli, acteur français († 12 mai 2020).

## Décès
- 5 décembre : Władysław Reymont, écrivain polonais et Prix Nobel de littérature 1924 (° 7 mai 1867).
- 22 décembre, Joseph Ravaisou, peintre français (° 11 novembre 1865).
- 25 décembre : Karl Abraham, médecin et psychanalyste allemand.
- 28 décembre : Sergueï Essénine, Poète russe.
- 29 décembre : Félix Vallotton, peintre suisse.